# Here Comes the Moon
Here Comes the Moon è una canzone di George Harrison apparsa sul suo eponimo album del 1979
.

## Il brano

### Storia, composizione e registrazione
Dopo la pubblicazione di Thirty-Three & 1/3 (1976), album come-back dopo due ultimi LP stroncati da critica e pubblico, Dark Horse (1974) ed Extra Texture (1975), George Harrison prese una pausa dal business musicale di oltre due anni. In essa, il chitarrista sposò Olivia Arias nel 1978, dalla quale ebbe presto un figlio, Dhani Harrison, prese parte al film All You Need Is Cash dei "Rutles", una parodia ben riuscita dei Beatles, e seguì molte gare di macchine.
In questo periodo molto rilassante per l'ex-beatle, che tra la fine del 1977 e l'inizio dell'anno seguente fece un viaggio con Olivia alle Hawaii, in cui vennero composti molti pezzi che apparvero sull'LP: il testo di Love Comes to Everyone, parte di Soft-Hearted Hana e completamente Blow Away, Dark Sweet Lady, If You Believe ed Here Comes the Moon vennero composti in quel luogo. Quest'ultima canzone venne ispirata dal cielo notturno hawaiiano, ed è il seguito di Here Comes the Sun, pubblicata dai Beatles sull'album Abbey Road (1969). Non era la prima volta che Harrison pubblicava un sequel di un suo successo del periodo dei Fab Four su un suo 33 giri da solista: infatti, su Extra Texture (1975) e come singolo a sé stante venne pubblicato il brano This Guitar (Can't Keep from Crying), successore di While My Guitar Gently Weeps, tra l'altro anch'esso scritto alle Hawaii. Here Comes the Moon venne registrata in data ignota principalmente al F.P.S.H.O.T., lo studio privato di George Harrison, locato nel suo castello a Friar Park, ad Henley-on-Thames.

### Pubblicazione ed accoglienza
Con uno spirito vagamente beatlesiano che aleggia nell'album, soprattutto grazie alla presenza di Not Guilty, registrato dalla band per il White Album ma poi non pubblicata, l'LP George Harrison venne pubblicato nella seconda metà del febbraio 1979 dalla Dark Horse Records, di proprietà del chitarrista in persona. In questa pubblicazione, Here Comes the Moon è tra Not Guilty e Soft-Hearted Hana. In seguito apparve sulla compilation The Best of Dark Horse 1976-1989, dove è collocata tra la title track dell'LP da cui è estratta e When We Was Fab ambedue dall'album Cloud Nine (1987). Nel 2004, l'album George Harrison venne rimasterizzato e pubblicato su CD come parte del box-set The Dark Horse Years 1976-1992 e singolarmente, con l'aggiunta del demo di Here Comes the Sun, registrato nel febbraio 1978 alle Hawaii. Questa traccia aggiuntiva è quindi l'undicesima ed ultima traccia del compact disc, venendo preceduta da If You Believe. Altri demo version apparse come bonus tracks sulle ristampe del catalogo harrisoniano sono quelli di Beware of Darkness e Let It Down su All Things Must Pass (ristampa del 2001), Tears of the World, con una versione in studio registrata durante le sessions per Somewhere in England su Thirty-Three & 1/3 (2004) e Mystical One su Gone Troppo (2004).
A caldo, Stephen Holden del Rolling Stone Magazine disse che questo brano, assieme a Soft-Hearted Hana, riporta gli ascoltatori alla vecchia psichedelia, ma che la melodia rende questo effetto anacronistico. Dello stesso periodo è una recensione apparsa su Billboard, che parla di uno stretto cugino di Here Comes the Sun, mentre, nel 1995, William Ruhulmann giudicò questo pezzo tiepido rispetto al predecessore. Il critico musicale Richard Ginell di AllMusic annovera Here Comes the Moon come una delle tre tracce migliori di George Harrison, assieme a Not Guilty e Blow Away, sebbene sia stata definita come una pigra ripresa di un pezzo dei Beatles
. George Starostin, descrivendo questa "lunga suite di sintetizzatore e chitarra", ha constrassegnato questa come la canzone peggiore dell'album, dichiarando che sembra uno scherzo, ma che comunque, da sola, non sarebbe affatto un brutto brano, ma che non regge al confronto con la precedente, e che ha il grande difetto di ripetere troppe volte il proprio titolo. Ironizzando, Starostin prosegue modificando i titoli di altre canzoni dei Beatles firmate Harrison, affermando che sarebbero stati i prossimi remakes. Inoltre, nella recensione di Best of Dark Horse, descrive questo pezzo come stupido, e dice che ha tolto il posto a composizioni migliori, come Woman Don't You Cry for Me, Unconsciousness Rule o la stessa Not Guilty.